# Défense active
Pour la notion sportive, voir Défense active (technique de combat).
La défense active est un concept qui concerne des comportements, méthodes et équipements « visant à supprimer ou réduire l'efficacité d'une attaque ennemie » (siège, invasion, etc.) et incluant l'utilisation d'armes. Elle s'oppose à défense passive, vouée elle exclusivement à l'information, la détection, et l'aménagement de lieux permettant d'empêcher ou retarder toute intrusion.
Le terme est utilisé aussi en architecture militaire, voir par exemple Architecture militaire au Moyen Âge.
En France, ce fut Philippe Auguste qui systématisa le principe de la défense active, en multipliant par exemple l'installation d'archères.
Dans le domaine du sport, voir Défense active (technique de combat).